# Crisi degli ostaggi dell'ambasciata israeliana a Bangkok
La crisi degli ostaggi dell'ambasciata israeliana a Bangkok si verificò il 28 dicembre 1972. Fu un raid compiuto da una squadra di quattro militanti palestinesi, appartenenti all'organizzazione terroristica socialista Settembre Nero, nell'edificio dell'ambasciata israeliana a Bangkok, in cui i militanti tennero in ostaggio 6 membri del personale dell'ambasciata israeliana. Dopo 19 ore di trattative, i dirottatori accettarono di abbandonare l'ambasciata in cambio di prendere un volo per l'Egitto.

## L'attacco
L'attacco iniziò quando due militanti di Settembre Nero si infiltrarono in una festa che si stava svolgendo presso l'ambasciata. Una volta che questi due furono dentro, altri due scavalcarono il muro armati di armi automatiche e insieme i quattro presero il controllo dell'ambasciata. Consentirono a tutti i thailandesi di andarsene ma tennero in ostaggio 6 israeliani. Rehavam Amir, l'ambasciatore israeliano, e sua moglie Avital stavano partecipando a una cerimonia al palazzo reale, quindi non furono tra gli ostaggi e poterono quindi partecipare ai negoziati con i militanti.
I militanti spostarono i loro ostaggi al secondo piano dell'edificio di tre piani e avanzarono le loro richieste, chiedendo che 36 prigionieri fossero rilasciati dalle carceri israeliane, tra cui Kōzō Okamoto e i sopravvissuti dei fatti del volo Sabena 571. Minacciarono di far saltare in aria l'ambasciata se queste richieste non fossero state soddisfatte entro le 08:00 del 29 dicembre.
Dopo 19 ore di negoziazione, venne elaborato un accordo, successivamente soprannominato la "soluzione di Bangkok" e nessuno rimase ferito o ucciso.
Ritenendo che la celebrazione dell'investitura del principe ereditario Vajiralongkorn da parte della nazione thailandese non dovesse essere viziata da una disputa che non li riguardasse, il governo thailandese garantì ai terroristi un viaggio sicuro al Cairo lasciando gli ostaggi alle cure dei thailandesi.
Secondo quanto venne riferito, la dirigenza di Settembre Nero rimase sconvolta dal comportamento dei suoi agenti nel risolvere l'incidente.